# Монтекорвино Пуљано
Монтекорвино Пуљано (итал. Montecorvino Pugliano) је насеље у Италији у округу Салерно, региону Кампанија.
Према процени из 2011. у насељу је живело 7811 становника. Насеље се налази на надморској висини од 363 м.

## Становништво
| 1931. | 1936. | 1951. | 1961. | 1971. | 1981. | 1991. | 2001. | 2011.  |
| ----- | ----- | ----- | ----- | ----- | ----- | ----- | ----- | ------ |
| 2.758 | 3.065 | 3.547 | 3.498 | 3.176 | 3.452 | 4.404 | 7.811 | 10.019 |